# 红冠雀
红冠雀（学名：Coryphospingus cucullatus），是雀形目裸鼻雀科的一种鸟类。
红冠雀体重约14.28克，翼长约63.8毫米，嘴峰长约13.6毫米，喙宽度约4.6毫米，喙厚度约6.2毫米，跗蹠长约18.8毫米，尾长约61.1毫米。红冠雀在其分布区内为留鸟，其栖息在密集的灌木丛中，食性为草食性。